# ゼニア・ヴァロフ
ゼニア・ヴァロフ（Zenia Valov）は、悠紀エンタープライズ開発の2D対戦型格闘ゲーム『アルカナハート』シリーズに登場する架空の人物。
担当声優は清水香里。

## キャラクター設定
現在は解体された露国聖霊警察隊での軍役を得て、聖霊事変部門の傭兵となる。冷徹な仕事ぶりは世界的に有名で、幼い日の記憶と感情を失っている。関東一円に大量発生した次元の歪みに対し、露国聖霊庁はゼニアを雇い日本に送る。

## 人物
片方の袖が無いコートを着用し、長い髪を後ろに束ねた姿と、武器である金色のパイルバンカー「イディナローク」が特徴。
寡黙で冷静沈着、感情の起伏に乏しく表情の変化もあまりない。物心ついたときにはモスクワの孤児院の世話になっていて、世界中を渡り歩くようになった今でも、土産物を持ってその孤児院に姿を見せることがある。露国聖霊庁と軍部が共同出資で設立した露国聖霊警察隊に幼くして入隊し訓練を受け、目覚しい戦闘能力を発揮するが、組織解体を期に除隊。聖霊事変専門のフリーランスの傭兵となる。その目的は特に無く、仕事だけを生きがいとしている。

## キャラクターの特徴
主に接近戦を得意としている。飛び道具のあるアルカナを選択して接近を容易にすれば攻め込みやすい。また、技の中には体力ゲージ下にある特殊ゲージをコマンド入力後攻撃ボタンを押し続けて溜め、離した際のゲージの量で技の性能を上昇させるものがある。タイミングよく離せれば威力が飛躍的に上がるので、うまくタイミングをつかめるようにしていきたい。

## 技の解説

### 必殺技
吼える黒きウラガーン
前方に向かって戦杭で殴りつける。「金色のイディナローク」へ派生可。
猛る黒きタルナーダ
斜め前に向かって戦杭で殴りつける。「金色のイディナローク」へ派生可。
金色のイディナローク
パイルバンカーによる攻撃を放つ。この技のコマンド入力後攻撃ボタンを押し続けると、体力ゲージ下の特殊ゲージが溜まり、離した際のゲージの量で技の性能が変化する。ゲージ赤まで溜めれば吹き飛ばし後壁受身不能に、赤ゲージ中央部の線にピッタリ合わせれば（ジャスト）更にガード不能技へと性能がアップする。
征くはヴィルーヒ
ステップインを行う。技中は打撃に対して無敵となる。
掻き乱すパルイーフ
「征くはヴィルーヒ」中に打撃を行う。
コーラカルを穿つ夜
「征くはヴィルーヒ」から派生する投げ技。「金色のイディナローク」同様体力ゲージ下の特殊ゲージが溜まり、離した際のゲージの量で技の性能が変化する。ゲージ赤まで溜めれば壁受身不能になり威力がアップ。ジャストだとさらに威力が上がる。

### 超必殺技
エリダラーダは遠過ぎて
特殊ゲージを強化してゲージ赤まで溜まった状態になり、その後一度だけパイルバンカーによる攻撃を強化する。但し、ジャスト入力が成功した場合はそちらが優先される。
戦火に響くタルチオーク
空中から急降下して地面を攻撃し、その衝撃波で攻撃する。はぁとの「すっごい必殺キック」と似ているが、こちらは直接攻撃ではなく衝撃波で攻撃する技のため、性能は大きく異なる。
タレアドールは倒れない
連続して攻撃する乱舞系の技。途中のアッパーには相手を打ち上げる効果があるので、ホーミングキャンセルで追撃できるが、技の終わりまで使いきると追撃はできない。

### クリティカルハート
終わりを告げるラススタヴァーニィ
「征くはヴィルーヒ」から派生する。ガード不能の打撃を三発放って掴み、パイルバンカーによる強烈な一撃を放つ。最後の攻撃は特殊ゲージに対応しており、ジャストとそうでない場合とで1割以上ダメージが違う。特殊ゲージの上昇は他の技よりもやや遅いので、できればジャストを狙っていきたい。

## 契約アルカナ
"氷の王となった海鳥" 氷のアルカナ アルマシア (Almacia)
立派な王冠とマントを纏ったコウテイペンギンのような聖霊。自身が望まない限り永遠に溶けることの無い氷を自在に操る。旅が趣味で、世界中を旅して多くを学び、自分だけの王国を作り上げたペンギンが高次の存在となった。今でも子供を連れて旅を続けており、その道中で聖霊と戦うゼニアに遭遇し、お節介ながら助太刀する。以後、ゼニアが任務で出かける度に自分が着いて行くことを容認してくれれば力を貸す。

### 属性効果
フィリョーサ
打ち上げ及び吹き飛ばし攻撃の最大ため版を当てた時に相手が凍るようになる。連続技が決めやすくなるので便利。
リィザ
フロントステップが変化し、前方向に入れ続けることで氷を滑るようにして移動し続ける（いわゆるダッシュ移動）。ただし初速は遅い。

### アルカナ必殺技
ナァル
前方に氷の矢を飛ばす。溜める事によって氷の矢が大きくなり、相手を吹っ飛ばす効果も付けられる。ただし、一部のキャラクターは飛び道具の始点が高く、このはなどの背の低いキャラクターや、しゃがんでいる相手には容易に避けられてしまうという難点がある。
クルゥア
雪の結晶を背中側上より斜め下へ降らせる。

### アルカナ超必殺技
スプレンギァ
自分の周囲に氷柱を発生させて攻撃する。ランゴンの「轟天焦」とほぼ同内容の攻撃。
クルディ
「クルゥア」の強化版。無数の雪の結晶を降らせる。攻撃範囲が広く回避は難しい。

### アルカナブラスト
カルドゥル ヨルズ
通常攻撃時に相手を凍結させる。

### アルカナフォース
ヴェトゥル ヘイムル
「ナァル」「クルゥア」の性能を上昇させる。これにより、「ナァル」は常に最大溜めの状態で射出でき、「クルゥア」は雪の結晶が3つ連なったものに変化する。
『3』ではエクステンドフォースになっており、「カルドゥル　ヨルズ」の効果を併せ持つようになった。

### アルカナブレイズ
フォルン ヴェロルド
背後にアルマシアが出現し、キャラクターの目の前から壁に向けて氷の柱を大量に出現させて攻撃する。空中時のみガードクラッシュ判定があるため空中でのガードが実質不可能で、ヒットさせやすい。

## その他
- なぜか、リーゼロッテとは瞳の色や髪の色といった身体的特徴や稀有な血液型（AB型でRh-）、クッキーなどの共通点が多い。詳細については、当該項目を参照。
- アルマシアは自分達の王国を作りあげたことになっているが、ペンギンは上下関係がない平等社会で暮らすため、フィクションではあるが、生物的に若干矛盾している部分がある。
- ファミリーネーム（名字）の「ヴァロフ」は、本来はロシア人男性のものである。通常、女性なら「ヴァロワ」と変化する（ただし、例外的にも男性形の名字をロシア人女性が使う事も少なくない）。